# Википедија на француском језику
Википедија на француском језику (фр. Wikipédia en français) је верзија Википедије на француском језику, слободне енциклопедије, која данас има 2.686.469 чланака и заузима на листи Википедија 3. место.